# 花脸角龙属
花脸角龙（属名：Hualianceratops）是植食性角龙类恐龙的一个属，生存于大约1.6亿年前晚侏罗世的中国西部。唯一种五彩湾花脸角龙（H. wucaiwanensis）描述于2015年。其体型与西班牙猎犬相当。

## 发现

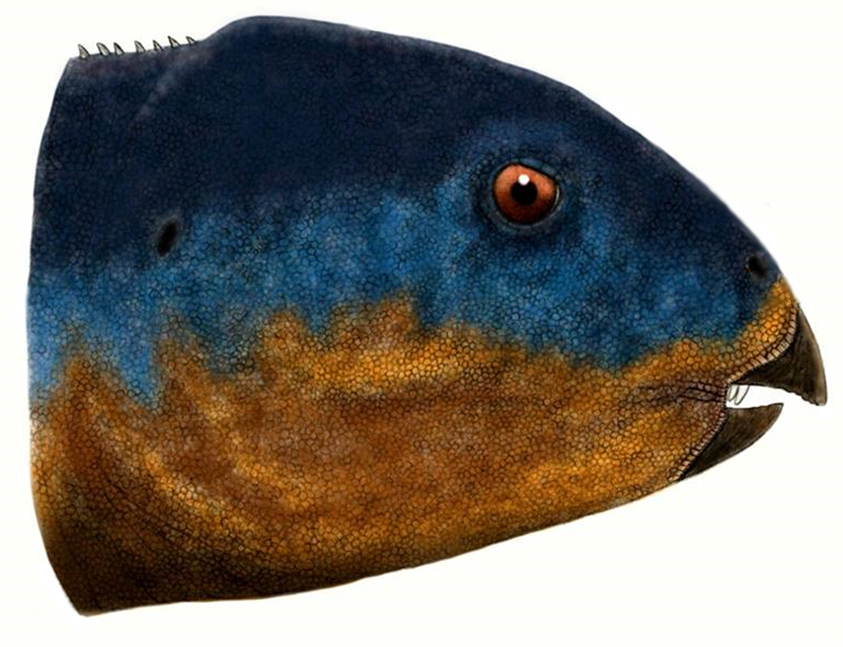
复原图（Levi与Daniel Izaguirre，2017年）

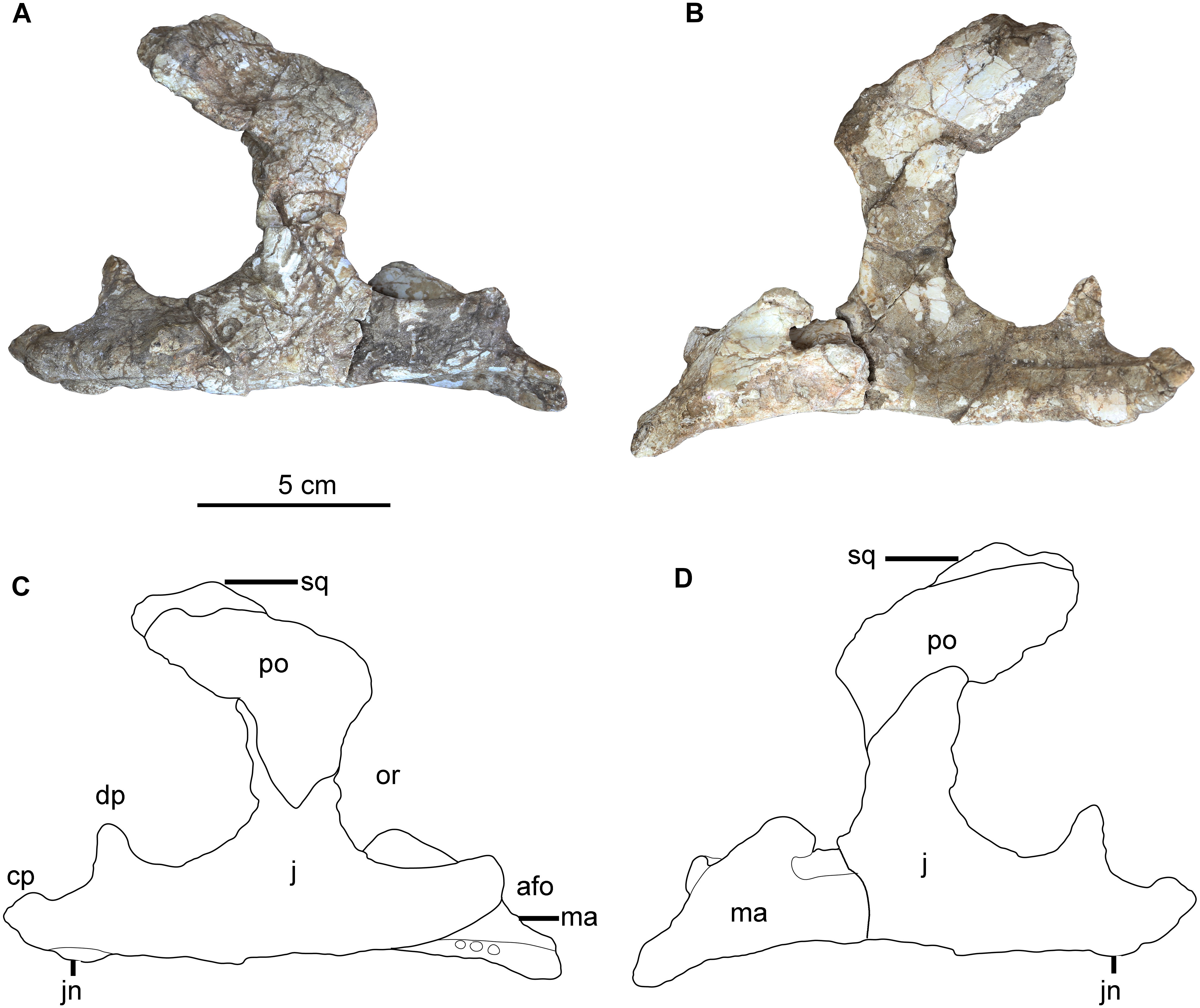
颌骨及颧骨

2002年，中国科学院古脊椎动物与古人类研究所和乔治·华盛顿大学的一支考察队在新疆五彩湾地区发现一具小型恐龙骨骼。化石由Xiang Lishi、Yu Tao及Ding Xiaoqing制备。
2015年，模式种五彩湾花脸角龙（Hualianceratops wucaiwanensis）由韩凤禄、凯瑟琳·弗斯特（Catherine A. Forster）、詹姆斯·克拉克（James M. Clark）和徐星等人描述并命名。属名组合中文词“花脸”（指该恐龙颌骨上的装饰物）及希腊语ceratops（意为“有角面孔”，是角龙类名称的常用后缀），种名取自化石发现地五彩湾。该物种是在电子出版物PLoS ONE上命名，因此规定属和种的生命科学标识符分别为D96319BA-6380-47D6-9512-5BDA15221A00及DEEB3095-CB69-47CD-91FC-2D01D9F429D5。本属是2015年在开放获取或免费阅读期刊上描述的18个恐龙分类群之一。
正模标本IVPP V18641发现于牛津阶上石树沟组的一层中，由包含颅骨及下颌在内的部分骨骼组成。主要保存了头部后侧、几块骶椎、右后腿下段、左胫骨及部分左脚。

## 描述
花脸角龙是种长约四英尺的小型恐龙，颅骨长度估计为25厘米。
2015年公布了几项鉴别特征，其中5项为自衍征（独特衍生特征）。颧骨后枝在颞下窗开口下方延伸，且具有指向斜上及后方的独特突起。方骨非常坚固，具有和方轭骨接触的扩张面。方骨前缘在此面上方横向扩张。方骨下缘附近有一独特缺口。下颌齿骨又深又短。
此外还指出一种独特的特征组合，而这些特征本身并不独特。齿骨外表面具有明显的粗糙装饰，与朝阳龙和隐龙不同，但与宣化角龙相似。颞下窗下方的颧骨枝横向扩张，与隐龙不同，但与朝阳龙相似。方轭骨下侧有与颧骨后枝接触的沟槽，与宣化角龙不同，但与朝阳龙和隐龙相似。
上颌至少有九颗牙齿，齿骨至少有七颗。

## 种系发生学
花脸角龙于2015年归入朝阳龙科，但与该演化支其它成员的关系尚未确定。